# Góra (stacja kolejowa)
Góra – dawna wąskotorowa stacja kolejowa w Górze, w województwie łódzkim, w Polsce.